# Xymene
Xymene là một chi ốc biển săn mồi, là động vật thân mềm chân bụng sống ở biển trong họ Muricidae, họ ốc gai, được tìm thấy ở New Zealand.

## Các loài
Các loài và phân loài thuộc chi Xymene bao gồm:
- Xymene ambiguus (Philippi, 1844)
- Xymene aucklandicus (E. A. Smith, 1902)
- Xymene convexus (Suter, 1909)
- Xymene gouldi (Cossmann, 1903)
- Xymene huttoni (Murdoch, 1900)
- Xymene mortenseni (Odhner, 1924)
- Xymene plebius (Hutton, 1873)
- Xymene pulcherrimus (Finlay, 1930)
- Xymene pumilus (Suter, 1909)
- Xymene teres (Finlay, 1930)
- Xymene traversi (Hutton, 1873)
- Xymene warreni Ponder, 1972